# .name
.name è un dominio di primo livello generico introdotto nel 2001.

## Storia
Inizialmente delegato al Global Name Registry nel 2001, il dominio diventa operativo al 100% nel gennaio 2002, passando sotto la gestione di Verisign nel febbraio 2009.
Questo tipo di dominio consente la registrazione sia di secondo livello (mario.name) che di terzo livello (mario.rossi.name), oltre alla registrazione di un indirizzo e-mail nella forma mariorossi.name. A seconda del registrar, l'indirizzo e-mail di questo tipo dev'essere configurato come account “di solo inoltro” – e richiede, come tale, un altro indirizzo e-mail che funga da indirizzo di destinazione –, oppure può essere un normale indirizzo e-mail (tipo mariorossi.com).
Quando si registra un dominio di terzo livello (mario.rossi.name), il secondo livello (in questo caso rossi.name) viene condiviso e, pertanto, non può più essere registrato da nessun altro, mentre ciò non avviene per altri domini di secondo livello quali, per esempio, mariorossi.name.
Al momento del lancio, il suffisso .tld ammette solo la registrazione di terzo livello (e di indirizzi e-mail inoltrati); la registrazione di secondo livello diventa disponibile nel gennaio 2004. La struttura originaria prevista per il nome di dominio è nome.cognome.name, in modo che il singolo individuo possa crearsi un dominio che si chiami esattamente come lui.
Nel novembre 2009 diventano disponibili, per il secondo e terzo livello di registrazione, i nomi di dominio internazionalizzati (IDN). Gli IDN sono nomi corrispondenti all'applicazione dell'utente, espressi nei caratteri della lingua locale.
Alla fine di settembre del 2007 il Global Name Registry viene accusato, da esperti della sicurezza informatica, di agevolare gli hacker, perché richiede il versamento di 2 US$ per ciascun nome di dominio a chi desidera informazioni di registrazione dettagliate. La pratica viene criticata in quanto ostacolerebbe gli sforzi comunitari mirati a localizzare e mettere fuori gioco diffusori di malware, zombie e server di controllo botnet eventualmente annidati in un dominio. In realtà il registro mette a disposizione degli utenti legittimati un servizio di consultazione illimitato e gratuito attraverso il programma d'accesso a costo zero Extensive Whois.